# La doncella sin manos (película de 2016)
La doncella sin manos (título original en francés: La Jeune Fille sans mains) es una película dramática de animación francesa de 2016 dirigida, escrita, editada y animada por Sébastien Laudenbach en su ópera prima; Laudenbach animó toda la película por su cuenta. La película está basada en el cuento de hadas de los hermanos Grimm del mismo nombre y está protagonizada por las voces de Anaïs Demoustier y Jérémie Elkaïm. Se estrenó en la sección ACID en el Festival de Cine de Cannes de 2016 y se proyectó en competencia en el Festival Internacional de Cine de Animación de Annecy de 2016, donde recibió el premio de Distinción del Jurado.

## Reparto de voz
- Anaïs Demoustier como la niña
- Jérémie Elkaïm como el Príncipe
- Philippe Laudenbach como el diablo
- Olivier Broche como el padre
- Françoise Lebrun como la madre
- Sacha Bourdo como el jardinero
- Elina Löwensohn como la Diosa